# Muntenești, Vaslui
Muntenești este un sat în comuna Ștefan cel Mare din județul Vaslui, Moldova, România.

## Coordonate geografice
Satul Muntenești este unul din cele 7 sate componente al com. Ștefan cel Mare din județul Vaslui și se află la cea mai mare distanță față de reședința comunei, adică 11,5 km Nord-Vest. Satul este așezat într-o depresiune înconjurată de dealurile: Muntenești(330 m.), Motuș, Ruginoasa-Merei și ramificația Ludești-Budăiul.La marginea de sud a satului, din punctul numit "Fântânele", izvorăște pârâul Muntenești care trece și prin satul vecin, Bârzești, după care se varsă în râul Bârlad după un traseu de 7,5 km. Întâmplător, în anul 1951, s-a descoperit pe teritoriul acestui sat un vas de lut cu 775 de monede romane de la împăratul Nero și până la Septimius Severus (aprox.58-200 d.H.).

## Istoric
Satul Muntenești apare pentru prima dată în documentele oficiale între anii 1772-1774 când trupele imperiale rusești de ocupație au intreprins un recensământ(de fapt o catagrafie) a Moldovei pentru a afla puterea economică a acestei țări în eventualitatea unei ocupări definitive. Pe atunci, atât o parte din moșie cât și satul, erau în proprietatea Mănăstirii Frumoasa din Iași iar locuitorii proveneau din munții Bucovinei, de unde și numele satului, Muntenești. În 1783 a fost inclus, din punct de vedere administrativ, în "Ocolul Racova", pendinte de ținutul Vasluiului. Ca multe alte sate, Munteneștii au fost "plimbați" de-a lungul timpului de la o comună la alta, în funcție de viziunile reformatoare ale numeroaselor guverne, sau după interesele marilor proprietari. Astfel, între 1865-1929, satul a făcut parte din com.Bârzești. Din 1929 și până în 1931 a ținut de com. Delești, după care a revenit la comuna Bârzești până în 1950. Din acest an și până-n 1956, a fost sat component al comunei Buhăești dar din 1956 până în 1968 a fost realipit com. Bârzești. Din 1968 și până astăzi, satul Muntenești face parte din com. Ștefan cel Mare.

## Populația
Dacă la recensământul rusesc dintre anii 1772-1774 satul a fost înregistrat cu 5 "liude"(capi de familie) care însemnau aprox.30 de suflete, la catagrafia din 1820 satul avea 25 "liude"(aprox.150 suflete), la 1831 49 de "liude" (aprox.270 suflete), în anul 1966-294 suflete, în 1977-225 iar în anul 2002 satul mai avea 126 de locuitori, în covârșitoarea majoritate bătrâni cu pensii de CAP sau de stat.

## Ocupațiile locuitorilor
Ca în multe alte sate vasluiene, puținii locuitori din Muntenești se ocupă cu agricultura pe loturi mici și cu creșterea animalelor dar strict în interesul gospodăriilor proprii.

## Pământul și proprietarii săi
Proprietarii atestați ai diverselor trupuri de moșie de aici au fost: mănăstirea "Frumoasa" din Iași, serdarul Costachi Caracaș, aga Vasile Pogor, frații Frimu, marele vornic Constantin Vârnav, Nathalie și Gheorghe Vârnav și Titu Ioanid. La 1864 au fost împroprietăriți foarte puțini clăcași care au început să-și vândă repede pământul datorită lipsei banilor și al uneltelor necesare. Marea reformă agrară de la 1921 a adus bunăstarea fiecărei familii din sat. După 1950, pământurile au fost iarăși "strânse" formându-se întâi o "Intovărășire" și apoi o brigadă a GAC(CAP) Bârzești.

## Aspectul satului
Satul este răsfirat pe dealurile care îl împrejmuiesc, are ulițe numeroase și întortocheate (acum complet îmbrăcate cu balast stabilizat) care-i dau nota și aspectul de sat nesistematizat, specific secolelor al XVIII-lea, al XIX-lea sau chiar de început de secol al XX-lea.Electrificarea s-a terminat relativ târziu față de celelalte sate ale comunei și anume în 1968.

## Biserica, școala și cultura
În satul Muntenești există și funcționează cea mai veche biserică din comună construită din lemn în anul 1785 de ieromonahii: Avram, Lupu, Ghenadie și Dorofteiu și a fost declarată monument istoric. Biserica are hramul "Sfinții Voievozi Mihai și Gavril". Prima școală din Muntenești a început să funcționeze (în local închiriat)din anul 1922 avându-l ca prim învățător pe Ștefan Șendrea. Din 1935 și până în 1950 (când a fost mutat pe criterii politice la o altă școală dintr-un sat îndepărtat) această școală l-a avut ca director și învățător pe Neculai C. Croitoru care ne-a lăsat în manuscris 25 de file de memorii, foarte prețioase pentru cercetătorul de astăzi. În perioada cât a funcționat la această școală, s-a reușit și construirea unui local nou de școală, acum într-o ruină totală datorită lipsei copiilor ce ar putea s-o frecventeze. Cei câțiva elevi fac o navetă zilnică de 8 km. până la școala din satul vecin, Bârzești. Pe vremuri, când populația satului era mai numeroasă, existau un cămin cultural și o bibliotecă animate și conduse tot de învățătorii locului.